# Convenção Relativa à Preservação da Fauna e da Flora em Seu Estado Natural

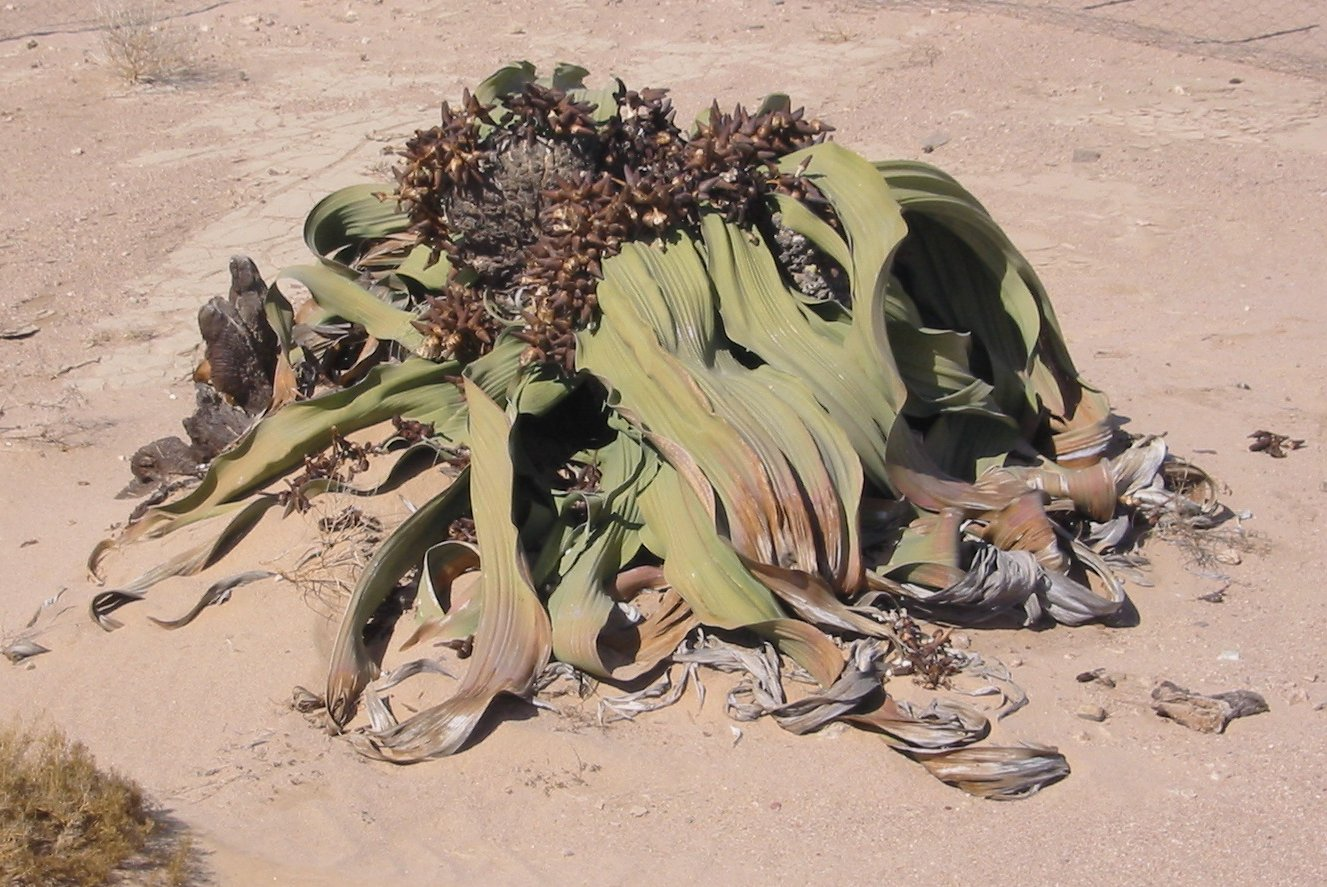
Welwitschia, a única espécie de planta incluída na Convenção, e a primeira espécie de planta a ser protegida por um tratado multilateral.

A Convenção Relativa à Preservação da Fauna e da Flora em seu Estado Natural, também conhecida como Convenção de Londres de 1933, foi um tratado multilateral assinado pelos poderes coloniais europeus, para a conservação da natureza. Como um dos primeiros acordos para a conservação da natureza na África, e o primeiro a especificamente estabelecer a proteção de uma espécie de planta, ele tem sido chamado por alguns de "a Magna Carta da conservação da natureza" e "o ponto alto da institucionalização da proteção internacional da natureza antes da Segunda Guerra Mundial".

## Histórico
A Convenção de Londres de 1933 substituiu a Convenção para a Preservação de Animais Selvagens, Pássaros e Peixes na África (também chamada Convenção de Londres de 1900) e foi substituída por sua vez pela Convenção Africana sobre a Conservação da Natureza e dos Recursos Naturais de 1968.[carece de fontes?]

## Obrigações
A Convenção previa que os Estados signatários deveriam criar áreas protegidas e limitar a ocupação humana desses territorios, domesticar animais considerados úteis, e proibir métodos de caça considerados anti-esportivos. Ela também requeria que os Estados dessem proteção especial a uma lista de espécies.

### Espécies protegidas
A convenção previa duas Classes de espécies a serem protegidas[carece de fontes?]

#### Classe A
Os 17 mamíferos, tres pássaros e uma planta enquadrados na Classe A somente poderiam ser mortos com permissão especial, que poderia ser conferida apenas para pesquisas cientificas ou outros objetivos excepcionais.
| - Gorila (todas espécies) - Lêmures de Madagascar - Cheirogaleidae, Lemuridae e Indriidae - Lobo-da-terra - Fossa - Palanca-negra-gigante - Niala - Tragelaphus buxtoni | - Ocapi - Cervus elapses barbarous (Cervus elaphus) - Hipopótamo Pigmeu - Zebra - Asno-selvagem-africano - Rinoceronte-branco - †Alcephalus buselaphus buselaphus | - Ibex - Elefante-africano (com presas de menos de 5 kg cada) - Tragulidae - Cegonha-bico-de-sapato - Íbis-eremita - Pintada-de-peito-branco - Welwitschia |

#### Classe B
A caça de espécies incluídas na Classe B podia ser autorizada a portadores de permissões especiais, cuja atribuição não precisava estar ligada a motivos específicos.
| - Chimpanzé - Colobus - Taurotragus derbianus - Girafa - Connochaetes gnou - Cephalophus silvicultor e Cephalophus jentinki | - Dorcatragus megalotis - Ammodorcas clarkei - Damaliscus pygargus - Rinoceronte-negro - Elefante - Pangolin | - Marabu - Bucorvus - Avestruz - Sagittarius serpentarius - Egretta garzetta |